# Sin City: A Dame to Kill For
Sin City: A Dame to Kill For (en España Sin City: la mujer por la que mataría y Sin City 2: una dama fatal en Hispanoamérica) es una película estadounidense de género policíaco, secuela de la película Sin City. Está dirigida por Frank Miller y Robert Rodriguez y escrita por Miller, basada en la segunda historia de la serie de novelas gráficas de Sin City, A Dame to Kill For, también de Frank Miller.

## Argumento

### Sólo otra noche de sábado
En la noche en la que John Hartigan se reúne de nuevo con Nancy en "Ese Bastardo Amarillo", Marv (Mickey Rourke) recupera la consciencia en una carretera con vistas a los suburbios, rodeado de jóvenes muertos, incapaz de recordar cómo había llegado allí.

### Una dama por la que matar
Dwight McCarthy (Josh Brolin) es llamado por su antigua amante, Ava Lord (Eva Green), quien quiere su ayuda para escapar de su abusivo marido, el multimillonario Damien Lord (Marton Csokas). Sin embargo, Dwight pronto descubre que las verdaderas intenciones de Ava son mucho más siniestras de lo que parecen.

### La larga mala noche
Johnny (Joseph Gordon-Levitt), un jugador arrogante, disfraza una misión más oscura de destruir el mayor villano en Sin City en su propio juego. Él es mejor que el hombre equivocado y las cosas toman un giro muy malo para él. En el camino, conoce a una joven estríper llamada Marcy (Julia Garner).

### Último baile de Nancy
Ambientada después del suicidio de Hartigan (Bruce Willis) al final de "Ese Bastardo Amarillo", esta historia se centra en Nancy (Jessica Alba) tratando de hacer frente a su muerte.

## Producción
La producción está a cargo de Robert Rodriguez y Frank Miller, entre otros. La película empezó a rodarse en verano de 2012, después de acabar el rodaje de la secuela de Machete, Machete Kills, dirigida también por Robert Rodriguez. Podremos ver a los actores Eva Green como Ava Lord, Jaime King interpretando a Goldie y Wendy, Rosario Dawson interpretando a Gail, Jessica Alba interpretando a Nancy Callahan, Josh Brolin interpretando a Dwight McCarthy, Mickey Rourke interpretando a Marv, Jeremy Piven interpretando a Bob y Jamie Chung interpretando a Miho en los papeles principales.

### Rodaje
El rodaje comenzó en verano de 2012. Se llevó a cabo en distintos lugares de Estados Unidos.

## Reparto
- Mickey Rourke como Marv.
- Jessica Alba como Nancy Callahan.
- Josh Brolin como Dwight McCarthy.
- Eva Green como Ava Lord.
- Joseph Gordon-Levitt como Johnny.
- Rosario Dawson como Gail.
- Ray Liotta como Joey.
- Bruce Willis como Hartigan.
- Powers Boothe como Senador Roark.
- Christopher Meloni como Mort.
- Juno Temple como Sally.
- Jaime King como Goldie y Wendy.
- Jeremy Piven como Bob.
- Jamie Chung como Miho.
- Dennis Haysbert como Manute.
- Stacy Keach como Wallenquist.
- Lady Gaga como Bertha la Camarera (cameo).
- Julia Garner como Marcy.
- Christopher Lloyd como Doctor Kroenig.